# 巴子国剣
巴子国剣（はしこくのつるぎ/はしこくのけん）は、入唐三品高丘親王が唐から右大臣・藤原良相に贈った「巴子国」（ペルシア？）の剣。

## 概要
貞観3年（861年）、西三条女御（藤原多可幾子）に御悩があり、父の藤原良相が相応和尚に加持祈祷を請うたところ、日ならずして治癒し、感激した良相が相応和尚に巴子国剣を奉礼したという。相応和尚は剣身に「不動明王呪仏慈護明」と金鏤銘を施し、以後の加地にこの宝剣を用いたという。

## 「巴子国」について
「巴子国」という国名は『世本』などの漢籍に見えるが、これは「巴の子爵の国」すなわち巴国のことである。巴国は、先秦時代に現在の重慶市を中心とする一帯にあった国で、のちに秦に滅ぼされて巴郡となっている。
杉本直治郎は、巴国が存在したのは高丘親王の時代から千数百年前であり、また、巴国で造られた剣が高丘親王の時代まで残っていたとも考えにくい、として、この「巴子国」は中国の巴子国ではなく、「巴子」と「波斯」（ペルシア）の音がほぼ同じであることから、「巴子国」をペルシアに比定している。また杉本は、巴子国剣はペルシアのアキナケスである、と主張している。
これに対して佐伯有清は、ペルシアを「巴子」と表記した例は古来全くない、としてペルシア説を否定し、古代中国の巴子国（巴国）の故地で作られた剣を指して「巴子国剣」と呼んだ、と主張している。

## 関連資料
巴子国剣が記録される資料
- 『相應和尚伝』
- 『明匠略伝』

### 原典
1. ↑  『明匠略伝』
2. ↑  『相應和尚伝』